# Raminac
Raminac je umjetno jezero u Hrvatskoj. Nalazi se u Požeško-slavonskoj županiji, u blizini grada Lipika. Površina iznosi 12 hektara, dubina jezera je 6 m. Stvoreno je 1973. godine izgradnjom poprečne zemljane branje na potoku Ramincu, po kojem je jezero dobilo ime. U jezeru živi veliki broj vrsta riba, kao što su šaran, som, smuđ, amur, štuka, deverika, uklija, žutooka, crvenperka i patuljasti somić.